# British Independent Film Awards 2010
La cerimonia di premiazione della 13ª edizione dei British Independent Film Awards si è svolta il 5 dicembre 2010 all'Old Billingsgate di Londra ed è stata presentata dall'attore James Nesbitt.
Trionfatore di questa edizione è stato il film Il discorso del re che ha ottenuto otto candidature e cinque premi.

## Vincitori e candidati
I vincitori sono indicati in grassetto.

### Miglior film indipendente britannico
- Il discorso del re (The King's Speech), regia di Tom Hooper
- Four Lions, regia di Chris Morris
- Kick-Ass, regia di Matthew Vaughn
- Monsters, regia di Gareth Edwards
- Non lasciarmi (Never Let Me Go), regia di Mark Romanek

### Miglior regista
- Gareth Edwards - Monsters
- Mike Leigh - Another Year
- Matthew Vaughn - Kick-Ass
- Mark Romanek - Non lasciarmi (Never Let Me Go)
- Tom Hooper - Il discorso del re (The King's Speech)

### Premio Douglas Hickox al miglior regista esordiente
- Clio Barnard - The Arbor
- Debs Gardner-Paterson - Africa United
- Rowan Joffe - Brighton Rock
- Chris Morris - Four Lions
- Gareth Edwards - Monsters

### Miglior sceneggiatura
- David Seidler - Il discorso del re (The King's Speech)
- Jesse Armstrong, Sam Bain, Simon Blackwell e Chris Morris - Four Lions
- Jane Goldman e Matthew Vaughn - Kick-Ass
- Alex Garland - Non lasciarmi (Never Let Me Go)
- William Ivory - We Want Sex (Made in Dagenham)

### Miglior attrice
- Carey Mulligan - Non lasciarmi (Never Let Me Go)
- Ruth Sheen - Another Year
- Andrea Riseborough - Brighton Rock
- Manjinder Virk - The Arbor
- Sally Hawkins - We Want Sex (Made in Dagenham)

### Miglior attore
- Colin Firth - Il discorso del re (The King's Speech)
- Jim Broadbent - Another Year
- Riz Ahmed - Four Lions
- Scoot McNairy - Monsters
- Aidan Gillen - Treacle Junior

### Miglior attrice non protagonista
- Helena Bonham Carter - Il discorso del re (The King's Speech)
- Lesley Manville - Another Year
- Keira Knightley - Non lasciarmi (Never Let Me Go)
- Tamsin Greig - Tamara Drewe - Tradimenti all'inglese (Tamara Drewe)
- Rosamund Pike - We Want Sex (Made in Dagenham)

### Miglior attore non protagonista
- Geoffrey Rush - Il discorso del re (The King's Speech)
- Kayvan Novak - Four Lions
- Andrew Garfield - Non lasciarmi (Never Let Me Go)
- Guy Pearce - Il discorso del re (The King's Speech)
- Bob Hoskins - We Want Sex (Made in Dagenham)

### Miglior esordiente
- Joanne Froggatt - In Our Name
- Andrea Riseborough - Brighton Rock
- Tom Hughes - L'ordine naturale dei sogni (Cemetery Junction)
- Connor McCarron - Neds
- Manjinder Virk - The Arbor

### Miglior produzione
- Monsters, regia di Gareth Edwards
- In Our Name, regia di Brian Welsh
- Skeletons, regia di Nick Whitfield
- StreetDance 3D, regia di Max Giwa e Dania Pasquini
- The Arbor, regia di Clio Barnard

### Premio Raindance
- Son of Babylon, regia di Mohamed Al Daradji
- Brilliantlove, regia di Ashley Horner
- Jackboots on Whitehall, regia di Edward McHenry e Rory McHenry
- Legacy, regia di Thomas Ikimi
- Treacle Junior, regia di Jamie Thraves

### Miglior contributo tecnico
- Gareth Edwards - Monsters (effetti speciali)
- John Mathieson - Brighton Rock (fotografia)
- Sylvain Chomet - L'illusionista (L'Illusionniste) (animazione)
- Tim Barker - The Arbor (sonoro)
- Eve Stewart - Il discorso del re (The King's Speech) (scenografie)

### Miglior documentario britannico
- Enemies of the People, regia di Rob Lemkin e Thet Sambath
- Exit Through the Gift Shop, regia di Banksy
- Fire In Babylon, regia di Stevan Riley
- The Arbor, regia di Clio Barnard
- Waste Land, regia di Lucy Walker, Karen Harley e João Jardim

### Miglior cortometraggio britannico
- Baby, regia di Yancey Arias
- Photograph of Jesus, regia di Laurie Hill
- Sign Language
- Sis, regia di Deborah Haywood
- The Road Home

### Miglior film indipendente straniero
- Il profeta (Un prophète), regia di Jacques Audiard
- Dogtooth (Κυνόδοντας), regia di Giorgos Lanthimos
- Il segreto dei suoi occhi (El secreto de sus ojos), regia di Juan José Campanella
- Io sono l'amore, regia di Luca Guadagnino
- Un gelido inverno (Winter's Bone), regia di Debra Granik

### Premio Richard Harris
- Helena Bonham Carter

### Premio Variety
- Liam Neeson

### Premio speciale della giuria
- Jenne Casarotto